# Desalinización en España

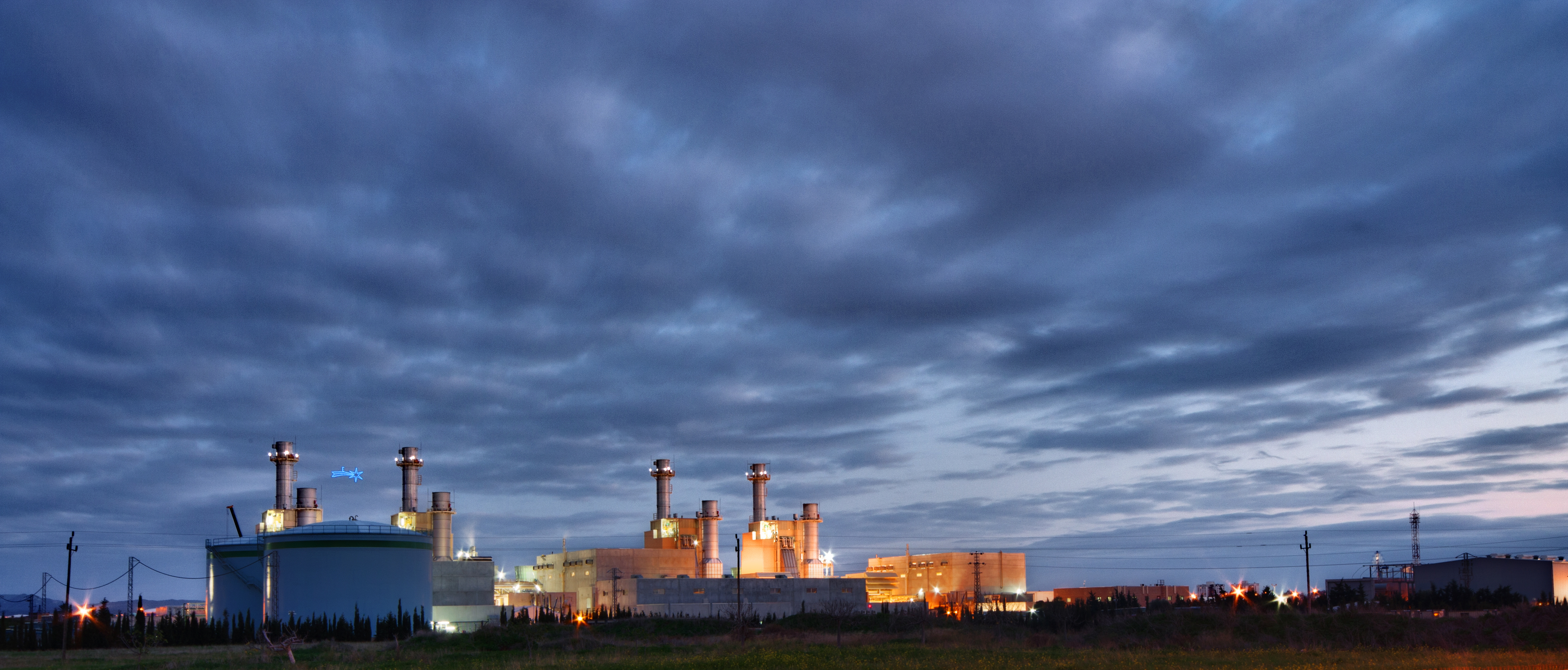
Planta desaladora en Palma de Mallorca

La desalinización en España se refiere a la producción de agua dulce a partir de agua salada en el territorio español. La mayoría de las desaladoras existentes en España extraen agua salobres (52,9%) y la transforman en agua dulce y potable lista para el consumo humano y/o para el riego. El restante (47,1%) la obtienen del agua marina. Aproximadamente el 10% del consumo de agua en España se obtiene de la desalación y se prevé que aumente en las próximas décadas.

## Historia
La primera desaladora construida en España fue en Lanzarote en 1964 y producía 2500 metros cúbicos de agua al día. Sin la desalación habría sido imposible el actual desarrollo económico de las islas orientales canarias. En las primeras décadas de los 70 y 80 la producción de un metro cúbico de agua requería 40 kW·h, hasta la llegada de la tecnología de la osmósis inversa que redujo el coste energético a 7 u 8 kW·h por metro cúbico, que mejoró a principios del siglo XXI con rendimientos de 3 a 3,5 kW·h/m³. En la actualidad las Islas Canarias disponen de 281 plantas en la provincia de Las Palmas y 46 en la provincia de Santa Cruz de Tenerife. En el año 2005 se lanzó un plan para construir más plantas desaladoras en el Levante español, pero la demanda real fue menor de la esperada, y muchas se vieron obligadas a reducir su producción (hasta un 12 o 15% de su capacidad). Con la sequía que azotó el país en 2017 y el cierre del trasvase del Tajo-Segura (al necesitar el agua en la cuenca del Tajo) se vio la necesidad de reactivar las plantas.
En España existe la Asociación Española de Desalación y Reutilización que reúne a los profesionales del sector y a expertos universitarios y en el área con el objetivo de mejorar y difundir la tecnología de desalinización del agua.

## Listado de desaladoras en la España peninsular
| Nombre               | Provincia | Autonomía            | Caudal producido (hm³/año) | Observaciones                                                                                            |
| -------------------- | --------- | -------------------- | -------------------------- | --- |
| Torrevieja           | Alicante  | Comunidad Valenciana | 80                         | Contribuye al abastecimiento de 140.000 habitantes y el regadío de 8.000 ha. Es la más grande de Europa. |
| Cuevas de Almanzora  | Almería   | Andalucía            | 15                         | Garantiza el agua a 140.000 hab. y el regadío a más de 24.000 ha.                                        |
| Carboneras           | Almería   | Andalucía            | 42                         | Contribuye al suministro de 200.000 hab. y el riego de 7.000 ha.                                         |
| Ceuta                | Ceuta     | Ceuta                | 11,7                       | Ampliada en 2016 para prevenir situaciones de sequía a la ciudad de Ceuta (85.000 hab.)                  |
| Melilla              | Melilla   | Melilla              | 7                          | Supone el 60% del abastecimiento de la ciudad, que también se abastece de captaciones.                   |
| Campo de Dalías      | Almería   | Andalucía            | 30,1                       | Abastece a más de 300.000 habitantes                                                                     |
| Oropesa              | Castellón | Comunidad Valenciana | 13,5                       | Abastece a 150.000 personas                                                                              |
| Águilas -Guadalentín | Murcia    | Región de Murcia     | 70                         | Beneficia a 130.000 personas                                                                             |
| Sagunto              | Valencia  | Comunidad Valenciana | 25,6                       | Beneficia a 65.000 personas                                                                              |
| De la Marina Baja    | Alicante  | Comunidad Valenciana | 18                         | Beneficia a 200.000 personas                                                                             |
| Moncofa              | Castellón | Comunidad Valenciana | 19,8                       | Beneficia a 120.000 personas                                                                             |
| De L'Eliana          | Valencia  | Comunidad Valenciana | -                          | Es una planta desnitrificadora que capta el agua subterránea                                             |
| El Atabal            | Málaga    | Andalucía            | 76                         | |